# Riding Shotgun
Riding Shotgun (br Alma de Renegado) é um filme norte-americano de 1954, do gênero faroeste, dirigido por Andre DeToth e estrelado por Randolph Scott e Joan Weldon.

## Sinopse
Larry Delong é o condutor de diligências acusado falsamente por uma quadrilha de assaltantes de ser cúmplice dela. Para provar sua inocência e limpar o nome, ele decide ir sozinho atrás dos verdadeiros bandidos.

## Elenco
| Ator/Atriz        | Personagem     |
| ----------------- | -------------- |
| Randolph Scott    | Larry Delong   |
| Joan Weldon       | Orissa Flynn   |
| Wayne Morris      | Tub Murphy     |
| Joe Sawyer        | Tom Biggert    |
| James Millican    | Dan Marady     |
| Charles Buchinsky | Pinto          |
| James Bell        | Doutor Winkler |
| Fritz Feld        | Fritz          |
| Richard Garrick   | Walters        |
| John Baer         | Ross Hughes    |
| William Johnstone | Coronel Flynn  |